# Vysočany
Vysočany (německy Wissotschan) jsou městská čtvrť a katastrální území v městském obvodu Praha 9. Většina Vysočan leží na území městské části Praha 9, pouze malá část (sportovní areál a zahrádkářská kolonie Na Balkáně) patří k Praze 3. Katastrální území Vysočany sousedí s Prosekem, Letňany, Kbely, Hloubětínem, Hrdlořezy, Žižkovem a Libní. Mezi lety 1902–1921 byly Vysočany samostatným městem, v roce 1922 se staly součástí tzv. Velké Prahy.

## Do Vysočan patří
- rozsáhlá průmyslová oblast podél ulic Kolbenovy a Poděbradské;
- obytná oblast kolem východní části Sokolovské ulice, náměstí OSN a Bumbálkův vršek;
- nad železniční tratí do Lysé nad Labem ve svahu severně směrem k Proseku průmyslová a vilová oblast Na Klíčově, pojmenovaná podle někdejší usedlosti Klíčov;
- část pole mezi Prosekem a Kbely s kaplí poutní cesty;
- nádraží Praha-Vysočany na turnovské a čelákovické dráze a východní část nádraží Praha-Libeň s odbavovací budovou na kolínské trati, lokalita Harfa;
- jižně od nádraží Praha-Libeň průmyslová a administrativní zóna kolem ulic Novovysočanská, K Žižkovu a Pod Šancemi
- obytná oblast Pod Balkánem kolem Vysočanského náměstí a přilehlé části Spojovací ulice (tzv. Nové Vysočany; developerský projekt stejného názvu budovaný od roku 2005 se nachází v jiné části Vysočan).

## Název
Jméno Vysočany může odkazovat na vyvýšenou polohu místa, původní jádro Vysočan se však nachází v údolí říčky Rokytky. Tehdejší ves mohla být pojmenována i podle Vysočanů, tedy obyvatel příchozích z nespecifikované obce jménem Vysoká. Ve stabilním katastru z roku 1842 je název obce uveden jako Wisoczan, plán Prahy z období protektorátu uvádí německý přepis Wissotschan.

## Znak

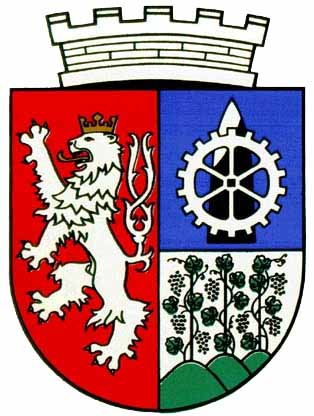
Znak Vysočan, resp. dnešní městské části Praha 9

V roce 1902 byly Vysočany císařem Františkem Josefem I. povýšeny na město a získaly právo používat městský znak. V heraldicky pravé (z pohledu pozorovatele levé) polovině znaku je vyobrazen dvouocasý český lev v červeném poli. Horní pole druhé poloviny je modré a nachází se v něm cukrová homole (jakožto symbol cukrovarnické rodiny Freyů) a ozubené kolo jako symbol průmyslu. V dolním poli jsou zobrazeny bývalé vysočanské vinice. Nad hlavou štítu je umístěna koruna s pěti výběžky.

## Historie

### Pravěk
Podle archeologických nálezů bylo údolí Rokytky osídleno již v pozdní době kamenné. Ve Vysočanech byly nalezeny nástroje a hroby kultury šňůrové keramiky, v ulici Na Krocínce hroby kultury zvoncovitých pohárů. Objeveny byly též pozůstatky keltského osídlení.

### Středověk
Podle záznamu z roku 1115 kníže Vladislav I. daroval vinice na svazích severně od Vysočan kladrubskému klášteru. První písemná zmínka o Vysočanech samotných ale pochází pravděpodobně až z roku 1239, kdy je měl král Václav I. darovat opět zmíněnému klášteru spolu se 128 dalšími vesnicemi. V roce 1325 jeden ze dvorů koupil Zdeněk, osobní lékař krále Jana Lucemburského, později v něm byla založena tvrz. V době husitských válek ves obsadili Pražané.

### Novověk

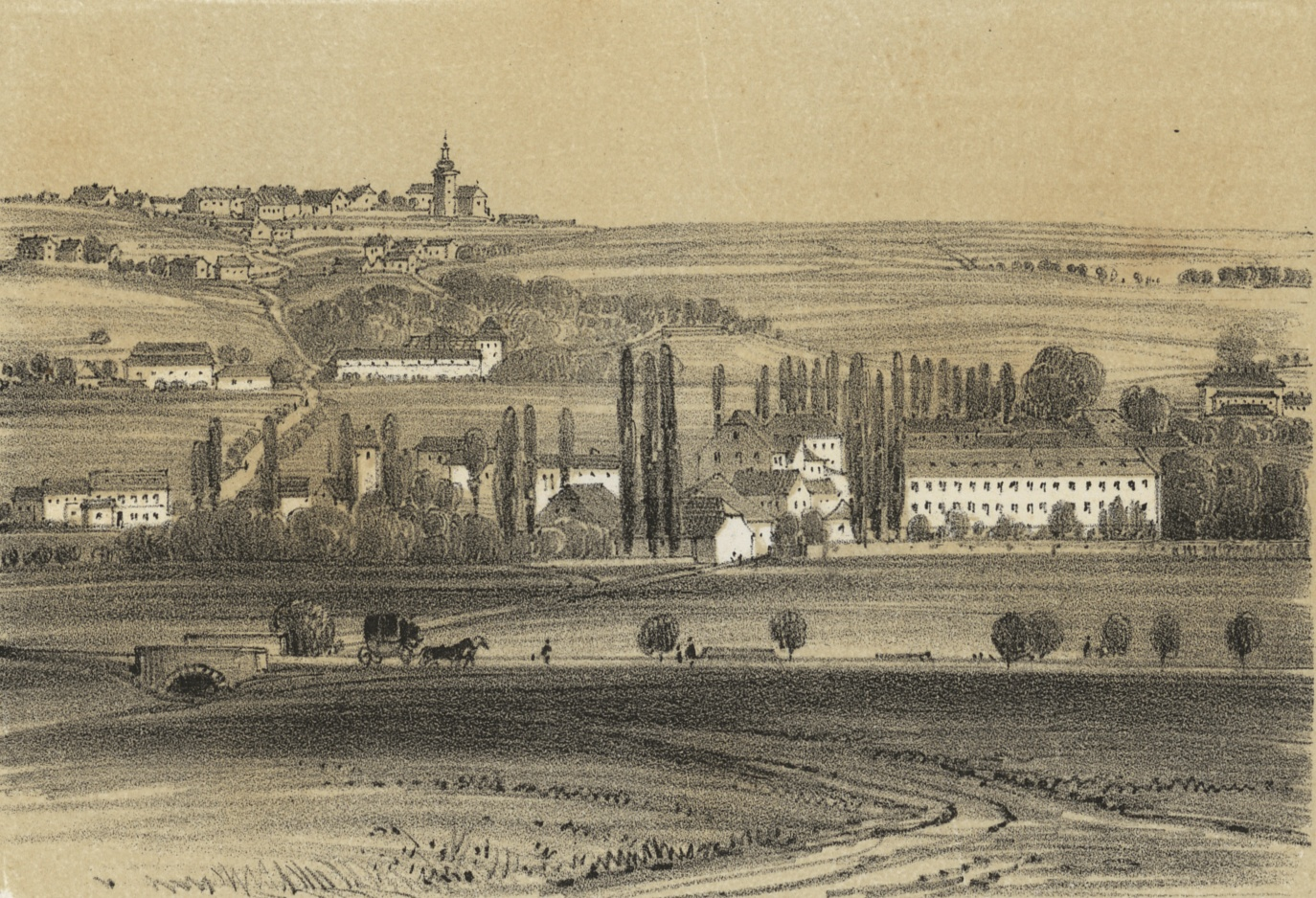
Pohled na Vysočany v roce 1845 ze železniční trati Olomouc–Praha.

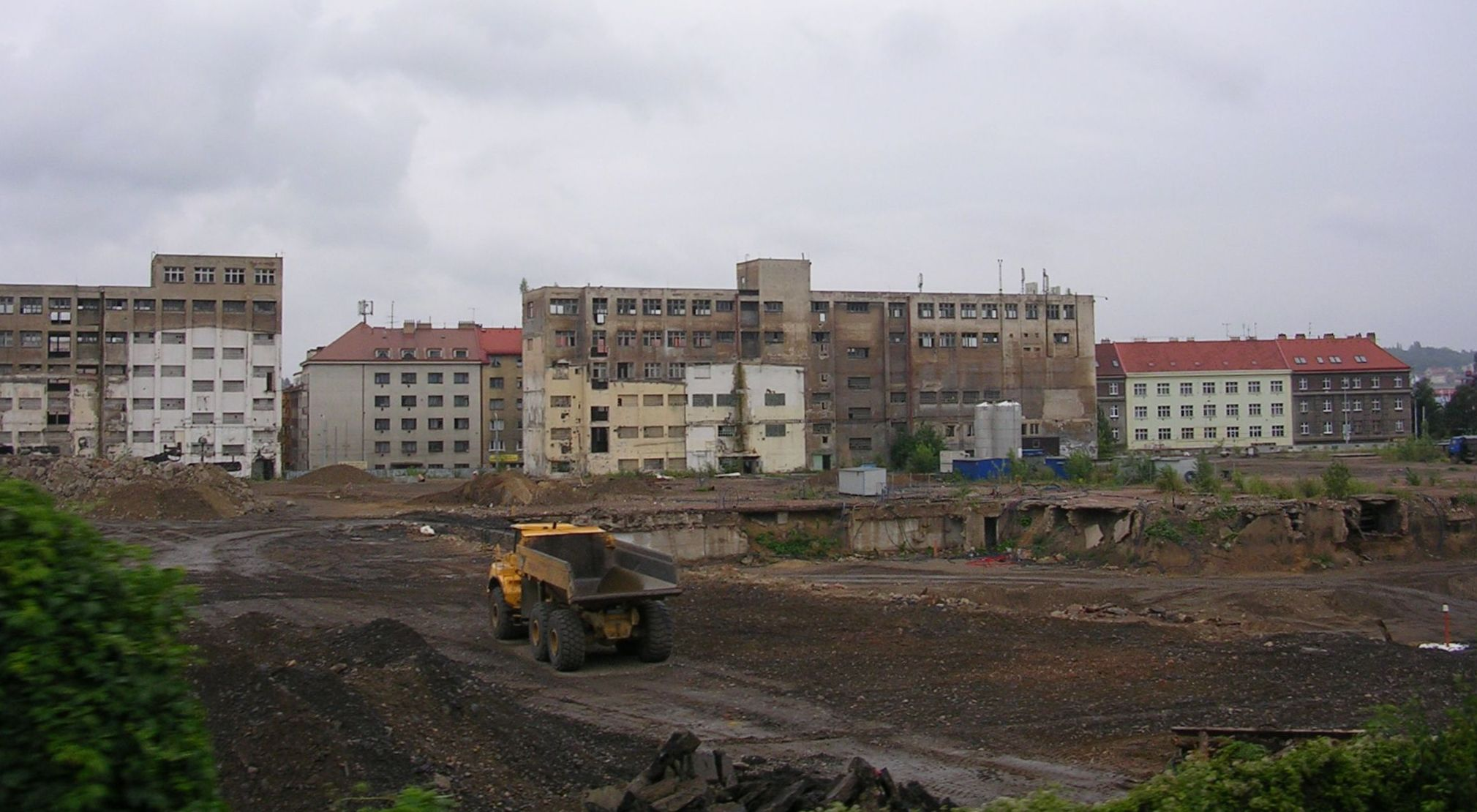
Pozůstatky bývalých výrobních hal ČKD.

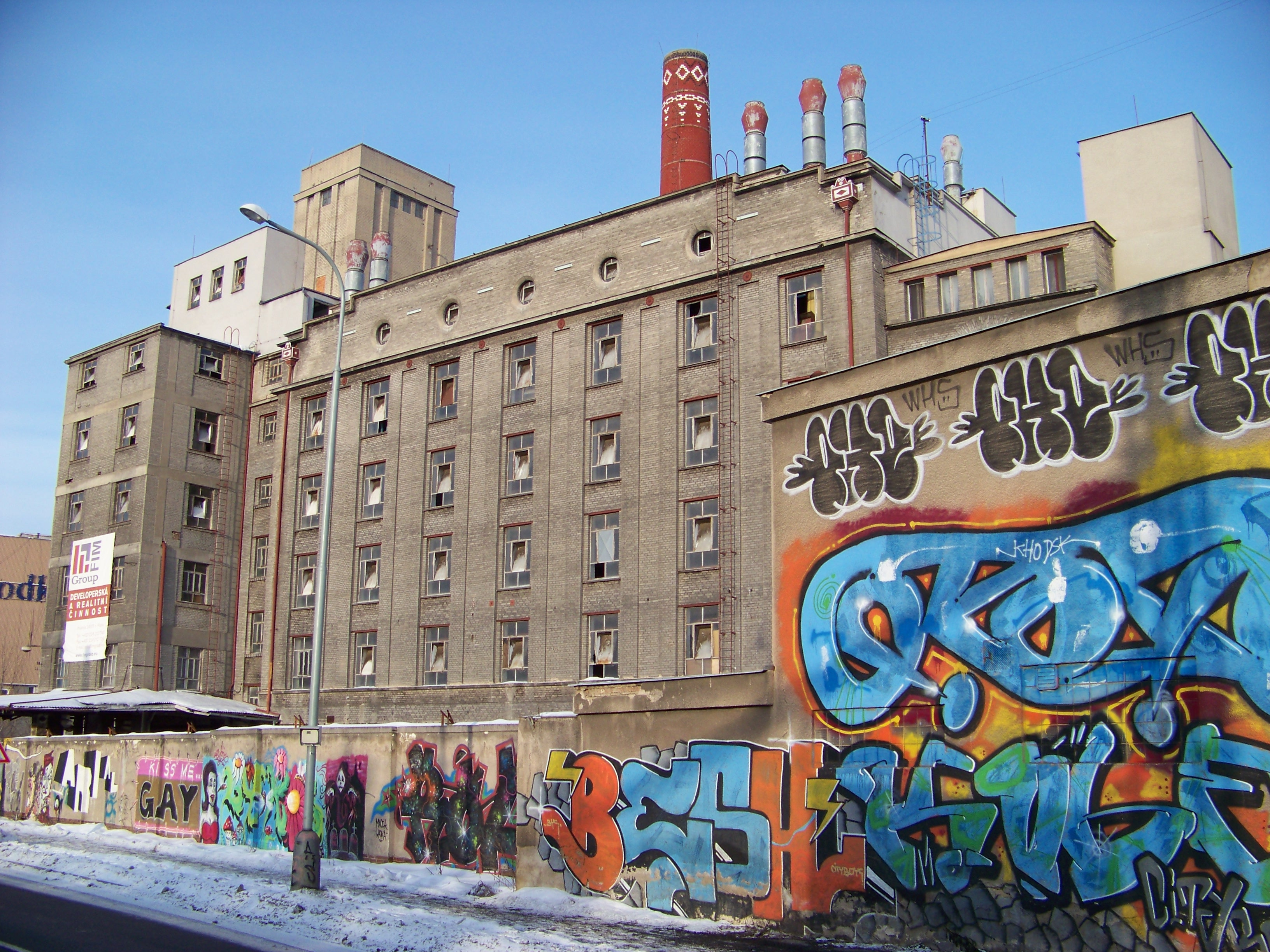
Bývalá budova Odkolkových pekáren, postavená v roce 1912.

Od druhé poloviny 15. století část místních pozemků patřila církvi, mj. zaniklému karlínskému špitálu u sv. Pavla, pražským dominikánům od sv. Jiljí, klášteru na Karlově nebo kostelu sv. Apolináře. V 17. století vlastnil ve Vysočanech statek se sedmi dvory David Jindřich z Černína. V roce 1634 mu byl zabaven a odevzdán Maxmiliánu J. Trauttmansdorffovi. Berní rula z roku 1654 zde uvádí 5 dvorů, 2 chalupy a 2 selské grunty. Ve druhé polovině 17. století velkou část pozemků získalo Nové Město Pražské. Na počátku 19. století se ve Vysočanech udávají dvory Čvančarka, Hytlovka, Krocínka, Flajšnerka a Jetelka.

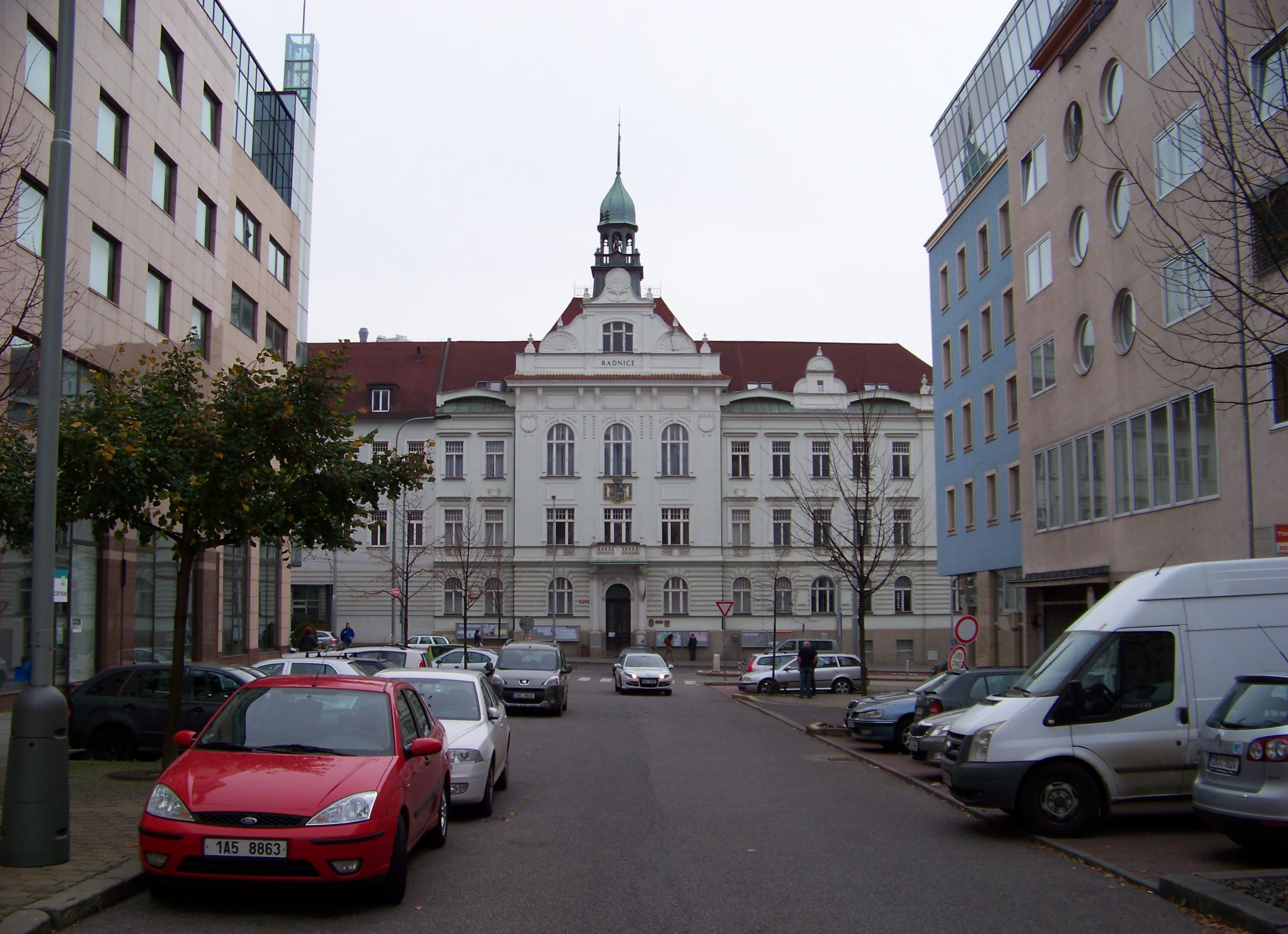
Vysočanská radnice (dnes Úřad městské části Praha 9) postavená v roce 1911.

Během 19. století zde došlo k rozvoji průmyslu, který podpořilo i zprovoznění Turnovsko-kralupsko-pražské dráhy a její železniční stanice. Už v roce 1835 zde vzniknul cukrovar vlastněný rodinou Freyových. Počátkem 80. let 19. století začal podnikat místní pivovar (v 90. letech 20. stol. přestavěn na penzion). V roce 1896 ve Vysočanech Emil Kolben založil továrnu Kolben a spol., která se později stala jednou z částí ČKD, ve stejném roce Bedřich Frey mladší založil Vysočanskou mlékárnu. O dva roky později nechal František Křižík do Vysočan prodloužit tramvajovou trať z Libně.
V roce 1854 byla ve Vysočanech zřízena triviální škola, jejímž prvním učitelem se stal Jan Pravoslav Přibík. V pozdější nové budově školy z let 1888–1890 dnes sídlí anglické gymnázium. Od konce 19. století ve Vysočanech působily různé obrozenecké spolky, např. Lubor nebo Vousáč.

### 20. století až současnost

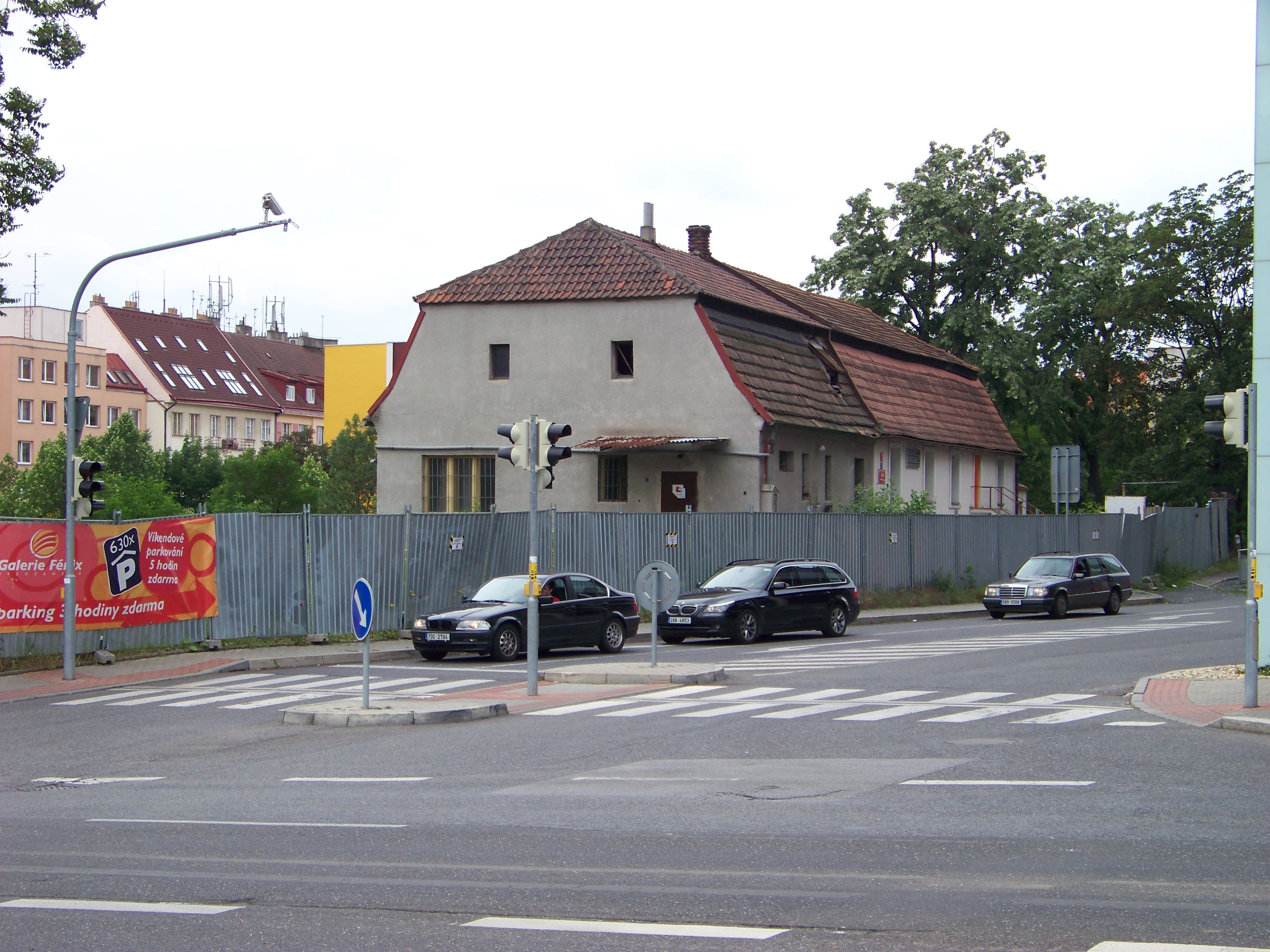
Jedna z nejstarších budov ve Vysočanech, č. p. 25, část bývalé tvrze.

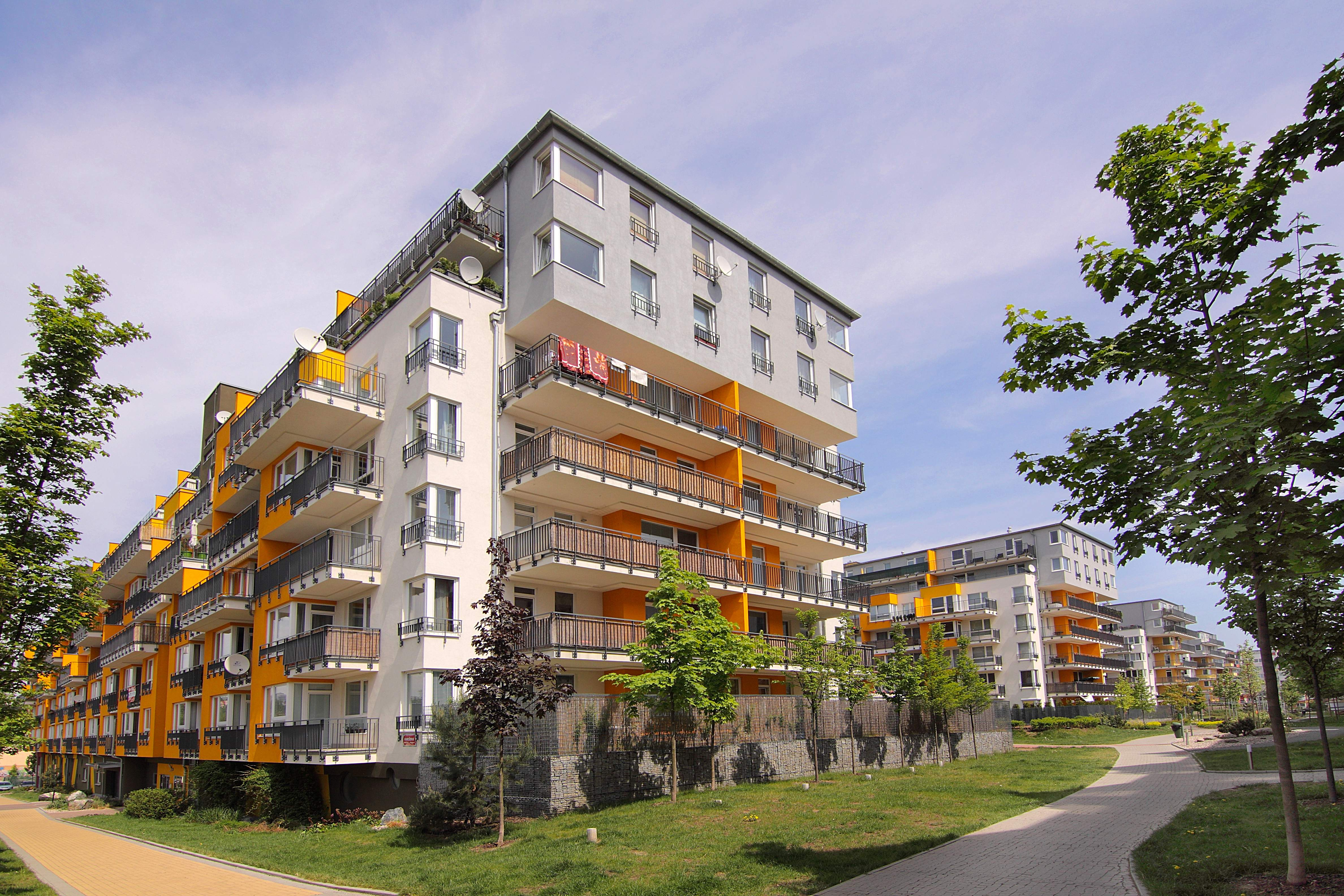
Čtvrť Nová Harfa.

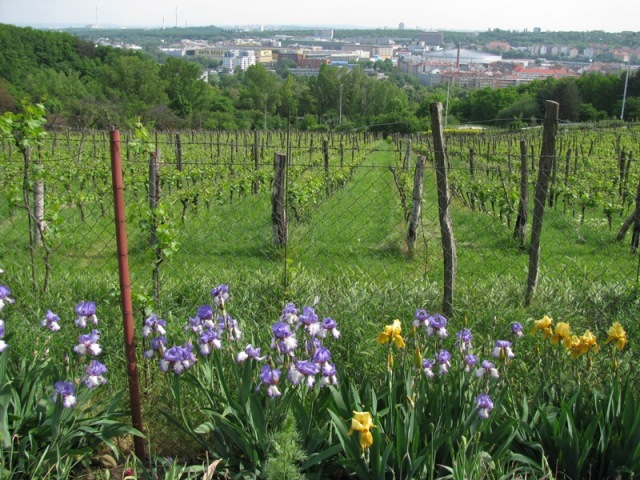
Vinice Máchalka, pohled směrem k Vysočanům.

V roce 1902 byly Vysočany dekretem Františka Josefa I. povýšeny na město s právem užívat městský znak. V roce 1911 byla postavena budova vysočanské radnice. V roce 1922 se Vysočany staly součástí tzv. Velké Prahy, v roce 1923 se staly správním centrem nového obvodu Praha IX, do nějž patřily ještě Prosek a Hloubětín. Vysočany tehdy čítaly 295 domů o 8 554 obyvatelích. Vymezení obvodu Praha 9 zůstalo v zásadě shodné i při správních reformách v letech 1949 a 1960, podobné vymezení a sídlo ve Vysočanech má od roku 1990 dnešní městská část Praha 9.
V první polovině 20. století ve Vysočanech vznikla řada průmyslových podniků, např. velkosklad spotřebního družstva Včela, mlýny a pekárny společnosti Odkolek, továrny ČKD, areál Praga, letecké továrny Avia a Aero a výrobna laků TEBAS. V roce 1934 byla uvedena do provozu městská spalovna odpadu (zbourána 2003). Na konci druhé světové války, 25. března 1945, byly Vysočany značně poničeny spojeneckým náletem na Prahu, který zasáhl část továren i původní jádro včetně přestavby historické tvrze a vyžádal si čtyři stovky obětí. Průmyslová tradice Vysočan nicméně pokračovala i po válce, kdy zde vznikla továrna Elektročas (Pragotron) a sběrný dvůr Pražských služeb. V rámci administrativní reformy byla v roce 1946 k Vysočanům připojena oblast Předního Hloubětína.
V 60. letech došlo k výstavbě víceproudé silnice spojující Hrdlořezy, Vysočany a Prosek (dnešní Freyova ulice), včetně tzv. Vysočanské estakády, zahnutého mostu překonávajícího prudký svah právě mezi Vysočany a Prosekem. V severní části katastru byl v 70. letech vybudován areál garáží Klíčov a v roce 1978 se do Vysočan přesunula osobní část nádraží Praha-Libeň. Během 80. let byly Vysočany částečně asanovány a nahrazeny novou výstavbou. Vznikla zde i budova Hospodářské komory ČR, ředitelství pražského dopravního podniku a sídlo společnosti Sazka. V roce 1998 byla do Vysočan prodloužena trasa metra B se stanicemi Vysočanská a Kolbenova.
V 90. letech 20. století došlo k výraznému útlumu průmyslové výroby. Část bývalých výrobních závodů v současnosti (2019) chátrá, v jedné z budov Pragy působí umělecký prostor Pragovka, některé továrny čekají na demolici s budoucím záměrem bytové výstavby. Počátkem nového tisíciletí byl vybudován bytový soubor Nová Harfa a nákupní centrum Fénix. V roce 2010 byla na místě zrušené železniční vlečky ČKD otevřena cyklostezka Rokytka. Poblíž cyklostezky, v sousedství mostu přes Ocelářskou ulici, byl mezi lety 2011 až 2013 postaven mrakodrap Eliška, pátá nejvyšší stavba v Praze. K dalším nově vznikajícím obytným souborům patří AFI City, čtvrť Emila Kolbena nebo rezidence nad Rokytkou.

## Přírodní poměry
Vysočany se nachází převážně ve východní části Pražské kotliny, v údolí říčky Rokytky, přibližně 7 km východně od centra města. Severní část katastrálního území s vilovou čtvrtí na Klíčově a garážemi Klíčov patří k Čakovické tabuli. Do jihovýchodního cípu s oblastí Nových Vysočan a kolonií na Balkáně částečně zasahuje Úvalská plošina. Mezi jednotlivými částmi katastru tak panují značné výškové rozdíly: zatímco rozcestník KČT u Vysočanské radnice je umístěn v nadmořské výšce 201 m n. m., Vysočanské náměstí (v Nových Vysočanech) ve 225 m, oblast na Balkáně ve 280 a zmíněné garáže dokonce ve 284 metrech nad mořem. Nejnižším bodem na území Vysočan je most Sokolovské ulice přes Rokytku ve výšce zhruba 190 m n. m.
V minulosti se na jižních svazích Proseku pěstovala vinná réva. Z vinic se do dnešní doby zachovala pouze Máchalka.
Na území Vysočan částečně zasahuje přírodní park Smetanka. Dále sem náleží také část parku Podviní včetně kamenného hradiště, jednoho z jezírek a lanového centra. Parkem protéká Prosecký potok, který opodál na území Libně ústí do Rokytky.
Roku 1928 byla před budovou bývalé Základní školy u radnice zasazena Lípa svobody k 10. výročí vzniku Československé republiky.
Údolí Rokytky se dlouhodobě potýká se zhoršenou kvalitou ovzduší, dříve způsobenou především průmyslovou výrobou, dnes zejména rozvojem automobilové dopravy a blízkostí hlavních silničních tahů.
Klíčovské sady a kaštanová alej - v části Klíčov byly po roce 1916 v místech původní vinice při Klíčovském potoce vysázeny ovocné sady o rozloze více než 40 hektarů; z nich bylo obnoveno 6,50 hektaru. Klíčovským parkem vede kaštanová alej o 160 stromech.

## Občanská vybavenost

### Vzdělání

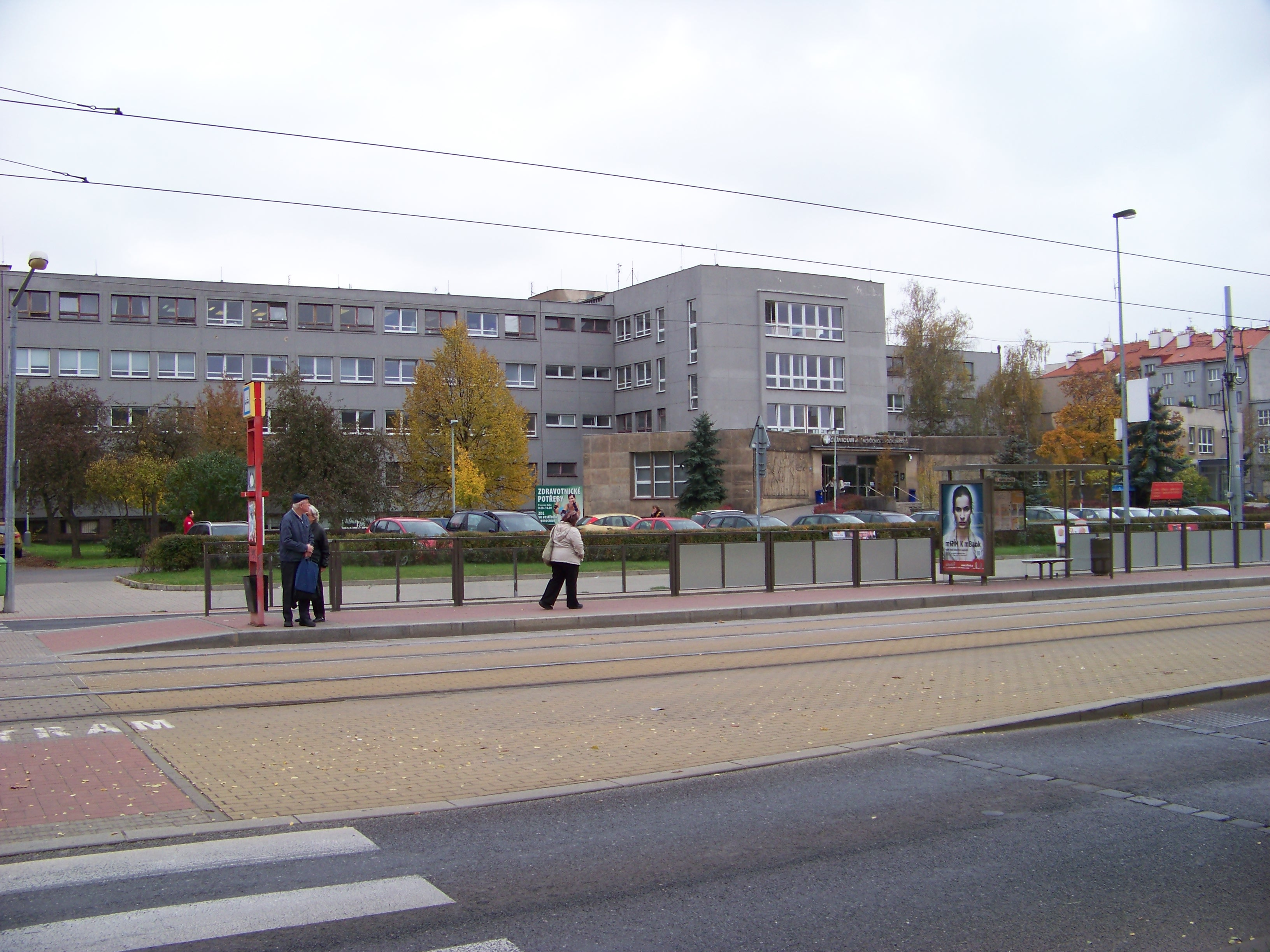
Poliklinika ve Vysočanech

V katastrálním území Vysočan se nacházejí tři mateřské školky zřízené MČ Praha 9 (MŠ Dětský úsměv v ulici U Nové školy, MŠ U Vysočanského pivovaru, MŠ Pod Krocínkou) a několik školek soukromých.
První základní škola byla ve Vysočanech založena v roce 1854 v domě č. p. 60 (dnešní Sokolovská ulice, dům zbořen v 90. letech 20. století), odkud se pro nedostatečnou kapacitu v roce 1890 přestěhovala do nové budovy, v níž dnes sídlí soukromé anglické gymnázium. V meziválečném období vznikly dvě funkcionalistické školy ve Špitálské ulici. Ve starší budově dívčí školy (1927–1929) dnes sídlí gymnázium Špitálská, v novější budově chlapecké školy (1936–1937) stejnojmenná základní škola. V Nových Vysočanech je dále provozována soukromá základní škola Métis.
Ke středním školám ve Vysočanech patří také soukromé gymnázium Jaroslava Seiferta v Nových Vysočanech, Střední odborná škola uměleckořemeslná, Centrum odborné přípravy technickohospodářské a odborná učiliště služeb, elektrotechniky a energetiky.

### Zdravotní péče
V Sokolovské ulici se nachází poliklinika, původně obvodní ústav národního zdraví. Dále ve čtvrti funguje několik samostatných lékařských ordinací.

### Obchody a služby
U stanice metra Vysočanská se nachází nákupní centrum Fénix se 70 obchody, supermarketem Billa a pobočkou České pošty, v blízké Sokolovské ulici sídlí Úřad městské části Praha 9 a pobočka Úřadu práce. Další obchody se koncentrují v lokalitě Harfa. V jihovýchodní části katastru se pravidelně pořádají bleší trhy U Elektry, největší v České republice. Nedaleko stanice metra Kolbenova stojí prodejna nábytku Moebelix.

### Doprava

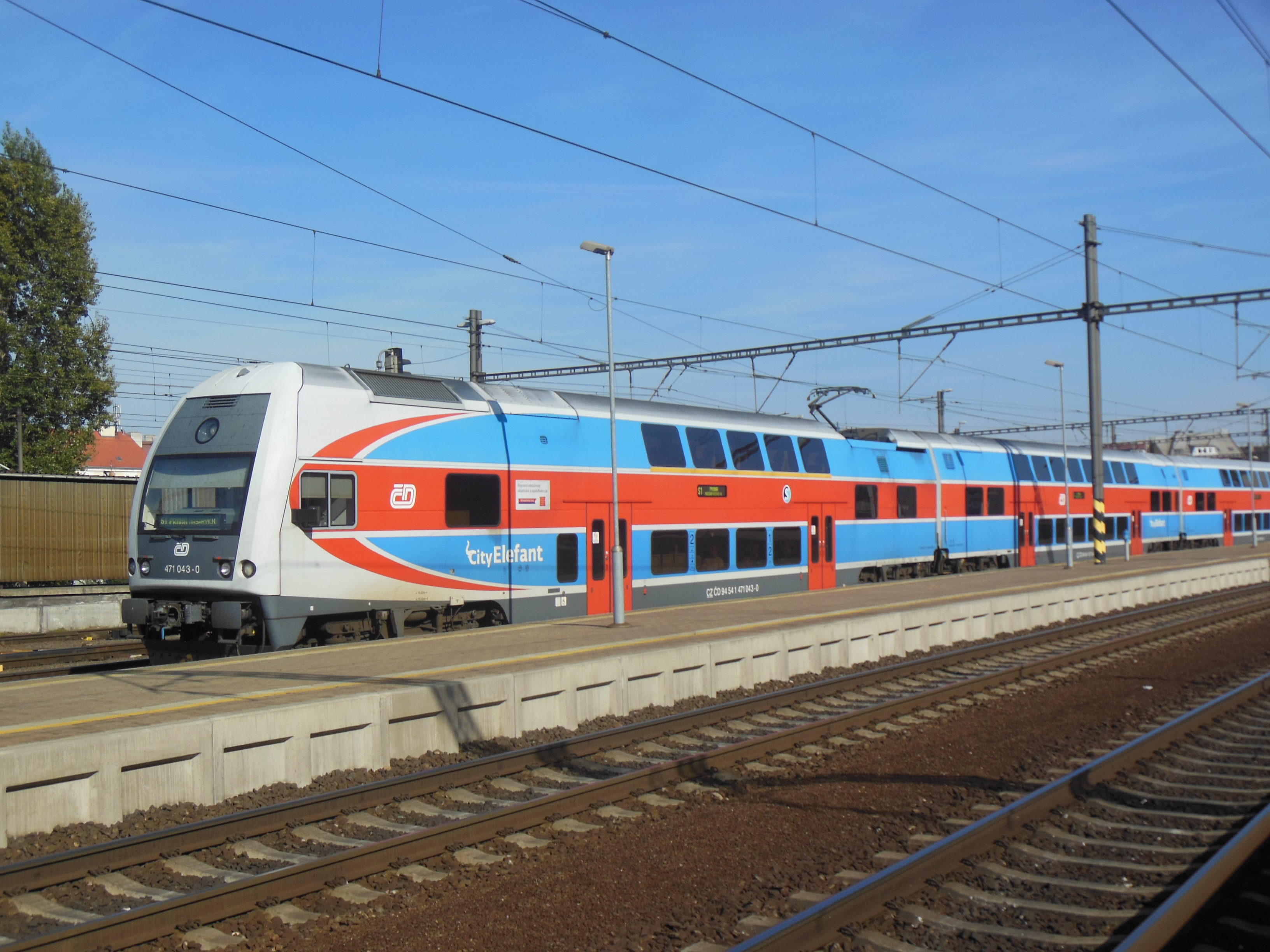
Jednotka řady 471 na libeňském nádraží

Vysočany jsou obsluhovány tramvajemi a autobusy Pražské integrované dopravy, nacházejí se zde rovněž stanice metra Vysočanská a Kolbenova na lince B pražského metra.
Ze železniční stanice Praha-Vysočany jezdí příměstské vlaky linek S do Lysé nad Labem, Milovic, Kolína, Nymburka, Mělníka nebo Mladé Boleslavi, v opačném směru do centra Prahy a do Strančic. Ve stanici zastavují také rychlíky linky R21 do Turnova a Tanvaldu. Stanici Praha-Libeň obsluhují příměstské i dálkové vlaky ve směru Kolín a městská linka S49 spojující Vysočany s Hostivaří, Holešovicemi a Roztokami u Prahy. V průmyslové východní oblasti katastru se dříve nacházelo nákladové předávací nádraží Praha-východ, v souvislosti s útlumem průmyslové činnosti však došlo ke zrušení nádraží i přilehlých vleček. Tělesa nákladních tratí dnes využívá cyklostezka Rokytka.

### Náboženství

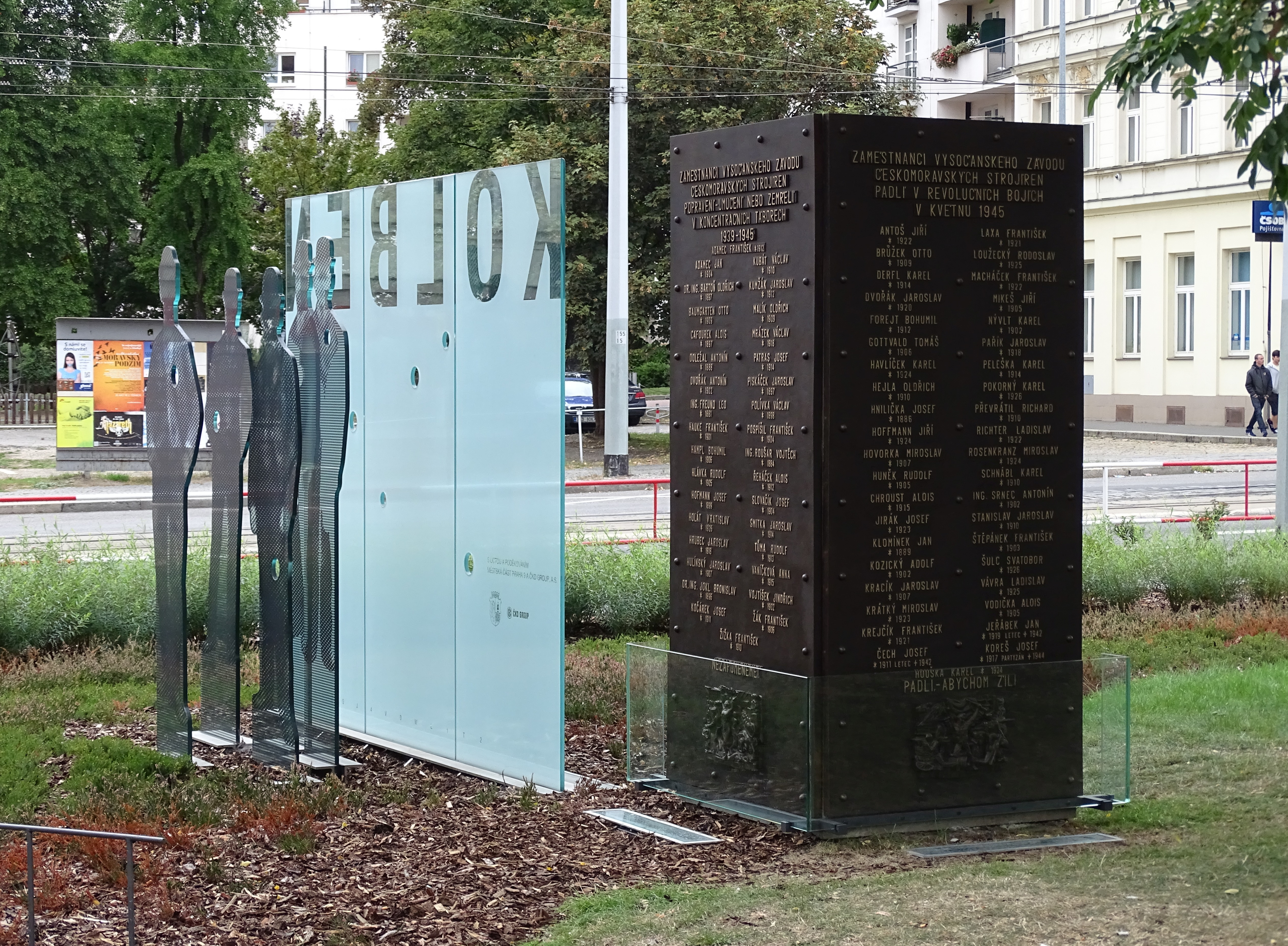
Pomník Emila Kolbena na náměstí OSN

Ve vnitrobloku za Kolbenovou ulicí se nachází Svatyně Krista Krále, v zahrádkářské kolonii Na Balkáně poté Kostel svatého Vojtěcha, zřízený v bývalé tělocvičně katolického tělovýchovného spolku Orel. Ve Vysočanech rovněž formálně existuje náboženská obec Církve československé husitské, která však fakticky splynula s náboženskou obcí v Hloubětíně.

### Kultura
Ve Zbuzkově ulici sídlí pobočka Městské knihovny v Praze. Městská část Praha 9 pořádá koncerty v obřadní síni radnice a provozuje galerii. V Čerpadlové ulici poblíž nádraží Libeň působí umělecké studio PRÁM. Nejbližším divadlem je GONG v sousední Libni.
Umělecká díla ve veřejném prostoru zahrnují sochu Průmysl sochaře Vincence Nováka (1938), umístěnou před vysočanskou nemocnicí a skleněný pomník Emila Kolbena a dalších obětí nacistické okupace na náměstí OSN. Na tomto náměstí byla v roce 1973 odhalena také kontroverzní socha milicionáře (náměstí se dříve jmenovalo Lidových milicí), jež však byla po sametové revoluci odstraněna.

### Sport a volný čas

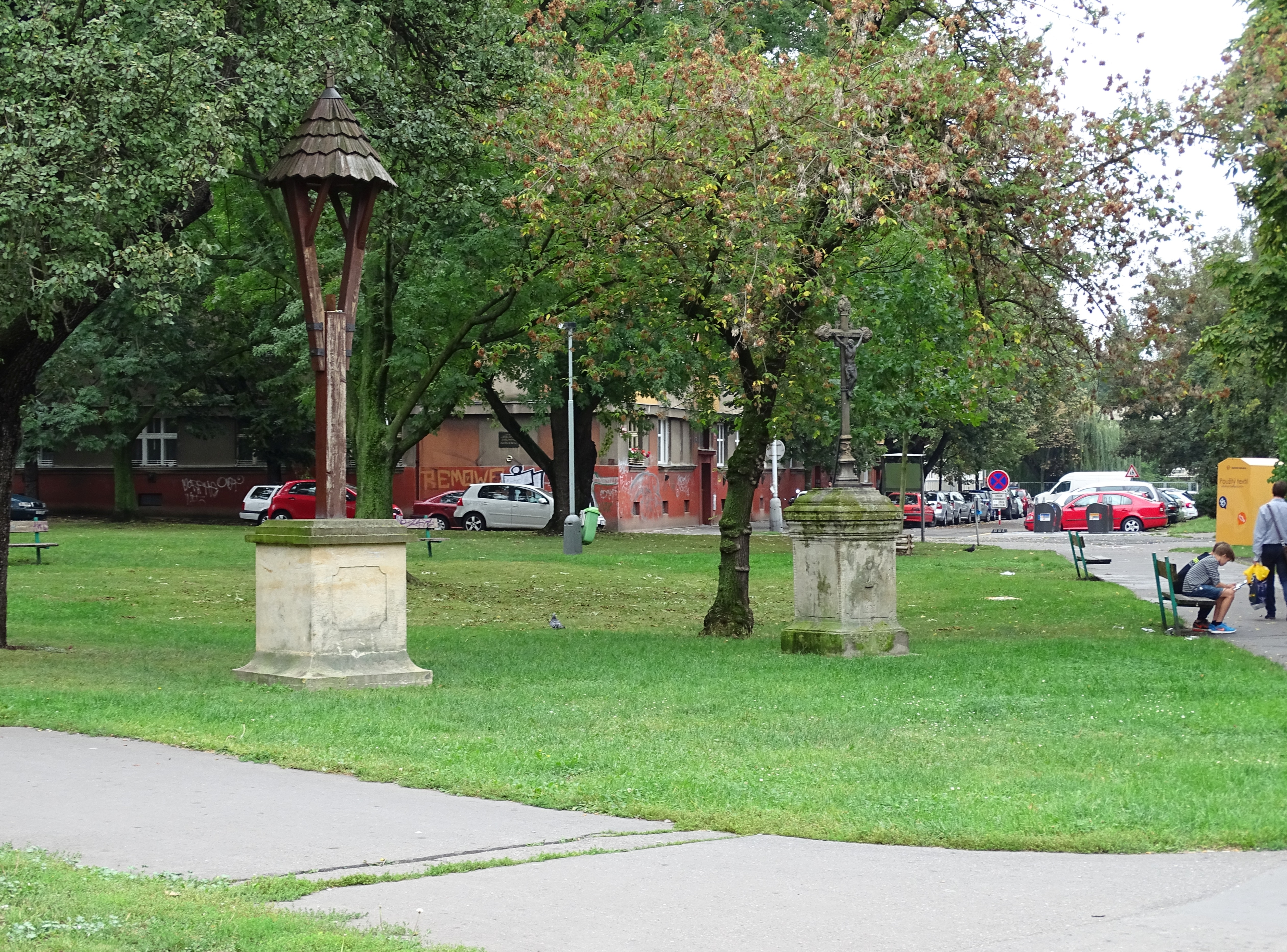
Kopie křížku a zvoničky umístěné v parku na náměstí Organizace spojených národů.

Na území vysočanského katastru se nachází několik sportovišť. Vedle vysočanské polikliniky sídlí fotbalový klub TJ Praga Praha, v Novoškolské ulici je sportovní areál patřící místní jednotě České obce sokolské. Další sokolská jednota funguje v Nových Vysočanech na Spojovací ulici. V nejjižnější části katastru se nachází areál TJ Spoje Praha vybavený víceúčelovou halou. Na pravém břehu Rokytky je v oblasti Předního Hloubětína hřiště Rugby Clubu Praha. V okolí Rokytky se dále nacházejí dvě venkovní posilovny a lanové centrum.

## Pamětihodnosti
- Kaple poutní cesty z Prahy do Staré Boleslavi: Na území Vysočan se nacházelo 6 kaplí této poutní cesty (IX. – XIV.), z nichž se do dnešní doby zachovaly dvě. Jednalo se o kapli Jičínskou, jež se nacházela před dnešní vysočanskou poliklinikou, podle obrazu sv. Ludmily se lokalitě říkalo též u Ludmily, pole sv. Ludmily[31]; dále to byla kaple Kladská na rohu dnešních ulic Jandova a Pod Pekárnami; kaple Heyndorffská (Hejnická) v místech ulice Pod Krocínkou, kaple Horažďovská v poli poblíž Čakovické ulice (dodnes dochovaná), kaple Hradčanská v prostoru dnešních garáží Klíčov (zbořena 1971) a druhá dochovaná kaple Jeníkovská v poli v blízkosti terminálu Letňany.
- Replika sloupové zvoničky a božích muk z vysočanské tvrze na náměstí OSN
- Vysočanská radnice, postavená v roce 1911 ve stylu novorenesance
- Lidový dům ve Vysočanech, nízká halová stavba z roku 1924 na Freyově ulici, chráněná od roku 1972 jako místo konání VI. sjezdu KSČ
- Svatyně Krista Krále, katolický kostel postavený ve funkcionalistickém slohu ve vnitrobloku domů mezi ulicemi Kolbenova, Špitálská, Zákostelní a Nemocniční
- Hainova vila, funkcionalistická vila spoluzakladatele továrny Avia M. Haina v ulici Na Vysočanských vinicích
- Školy ve Špitálské ulici, gymnázium (1927–1929), základní škola (1937–1939), funkcionalistické budovy podle projektů Vladimíra Frýdy

### Další stavby
- Vysočanský pivovar

### Zaniklé stavby
- Cukrovar Vysočany
- Špitálský dvůr ve Vysočanech
- Vysočanská mlékárna
- Vysočany (tvrz)
- Vysočany (zámek)
- Kino Odboj (Praha), v Národním domě v Paříkově ulici

## Místní osobnosti
- Bedřich Frey starší, podnikatel a průkopník cukrovarnictví (1800–1879), zakladatel vysočanského cukrovaru, je po něm pojmenována ulice Freyova
- Bedřich Frey mladší, podnikatel a průkopník cukrovarnictví (1835–1901), syn Bedřicha Freye staršího, zakladatel vysočanské mlékárny
- Emil Kolben, elektrotechnik a podnikatel (1862–1943), spoluzakladatel a generální ředitel ČKD, zemřel v Terezíně; je po něm pojmenována hlavní ulice a stanice metra, v jejímž vestibulu je umístěna jeho busta
- Ladislav Klíma, filosof a spisovatel (1878–1928), na domě v Sokolovské ulici 178/247, kde žil, je umístěna jeho busta
- rodiny Khodlových a Smržových, spolupracovníci operace Anthropoid, popraveny v Mauthausenu v roce 1942; v ulicích Kolbenově a Zákostelní jsou umístěny jejich pamětní desky
- Vladimír Boudník, grafik a malíř, zakladatel explosionalismu (1924–1968), uměleckou inspiraci nacházel ve svém zaměstnání v továrně ČKD
- Stanislav Bártl, spisovatel a polárník (1927–2011)
- Zdeněk Mahler, muzikolog, spisovatel a scenárista (1928–2018)

## Fotogalerie

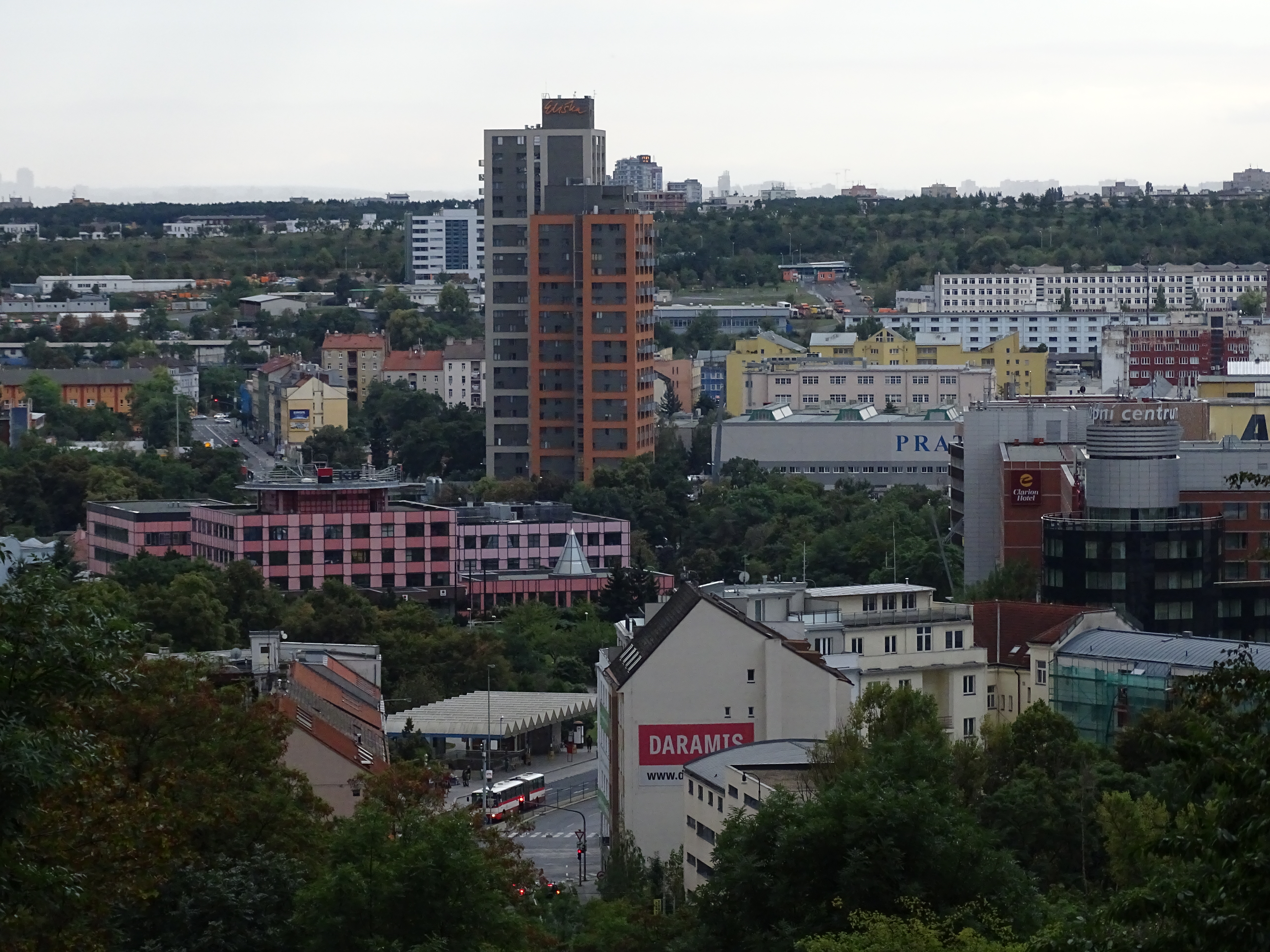
Pohled na Vysočany a rezidenci Eliška z Klíčova
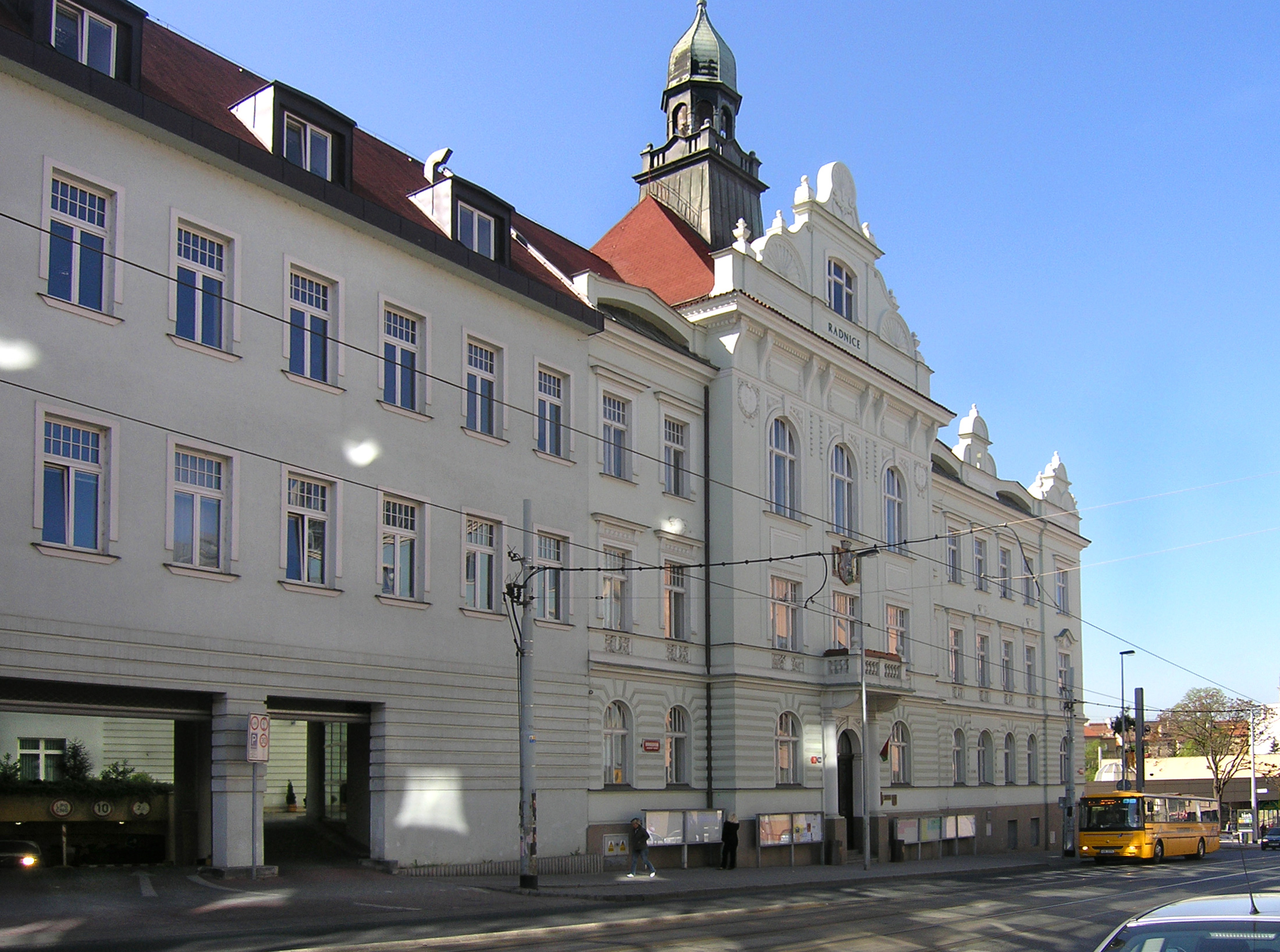
Vysočanská radnice, dnes Úřad MČ Praha 9
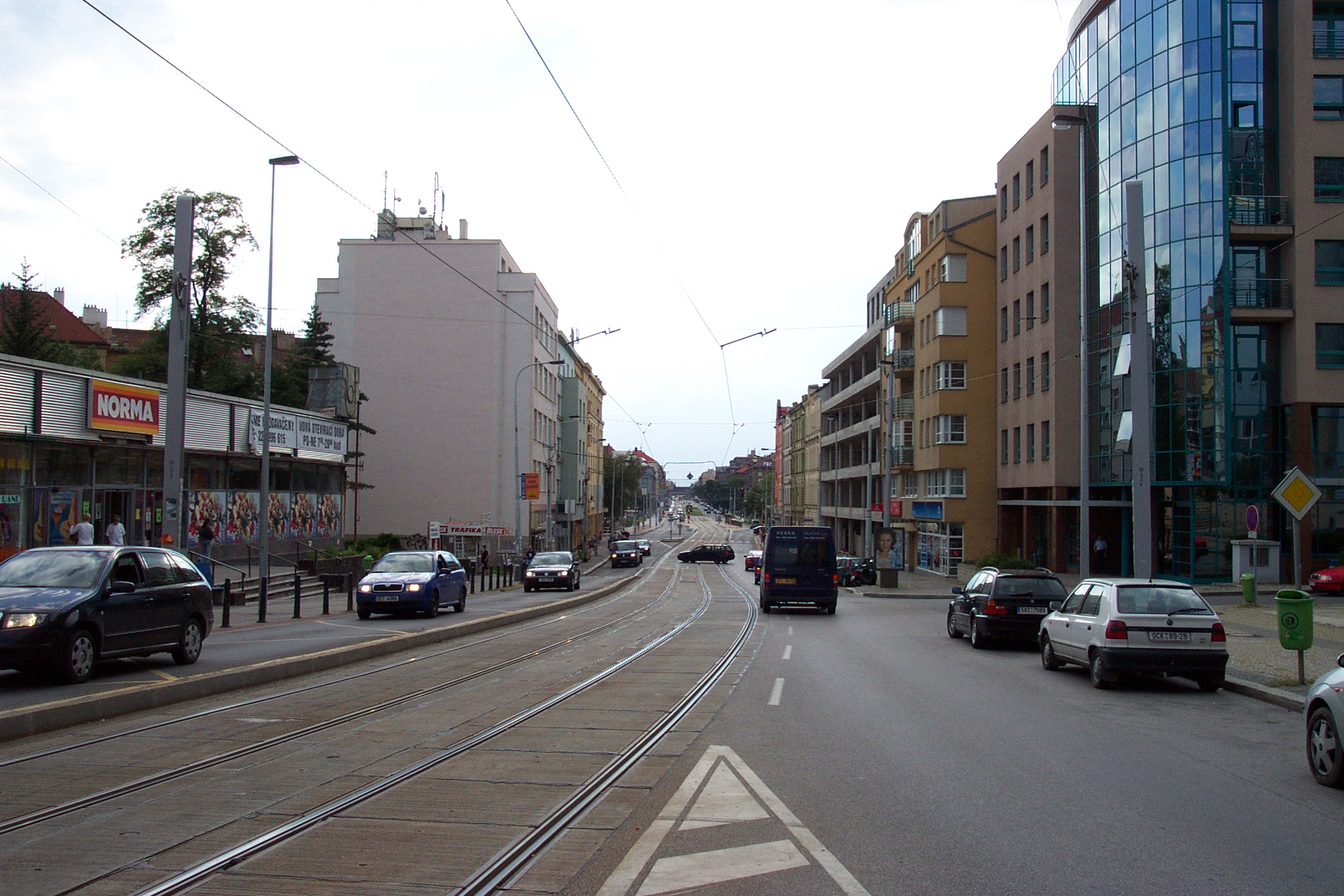
Sokolovská ulice, pohled od radnice směrem k centru
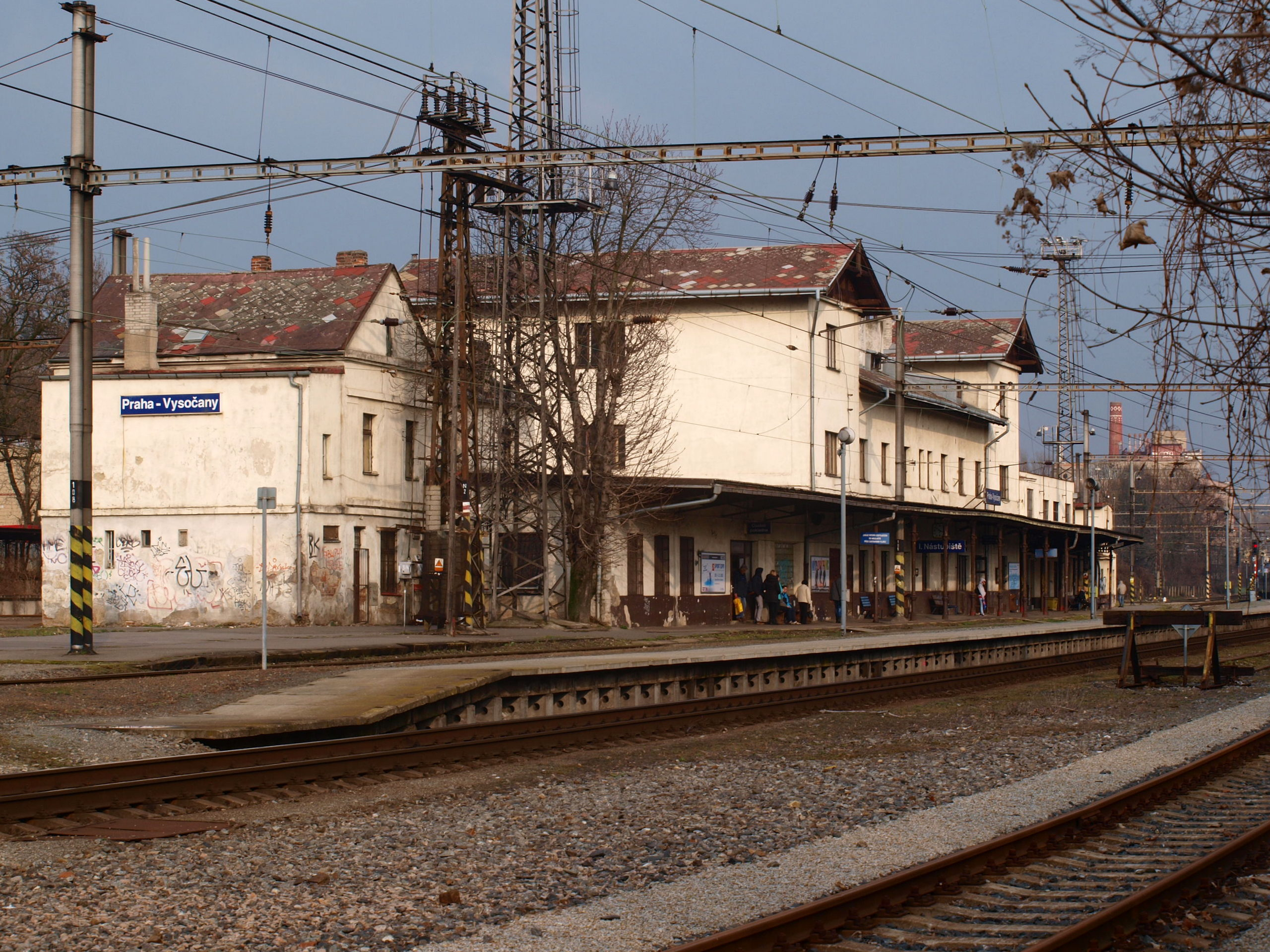
Nádraží Praha-Vysočany
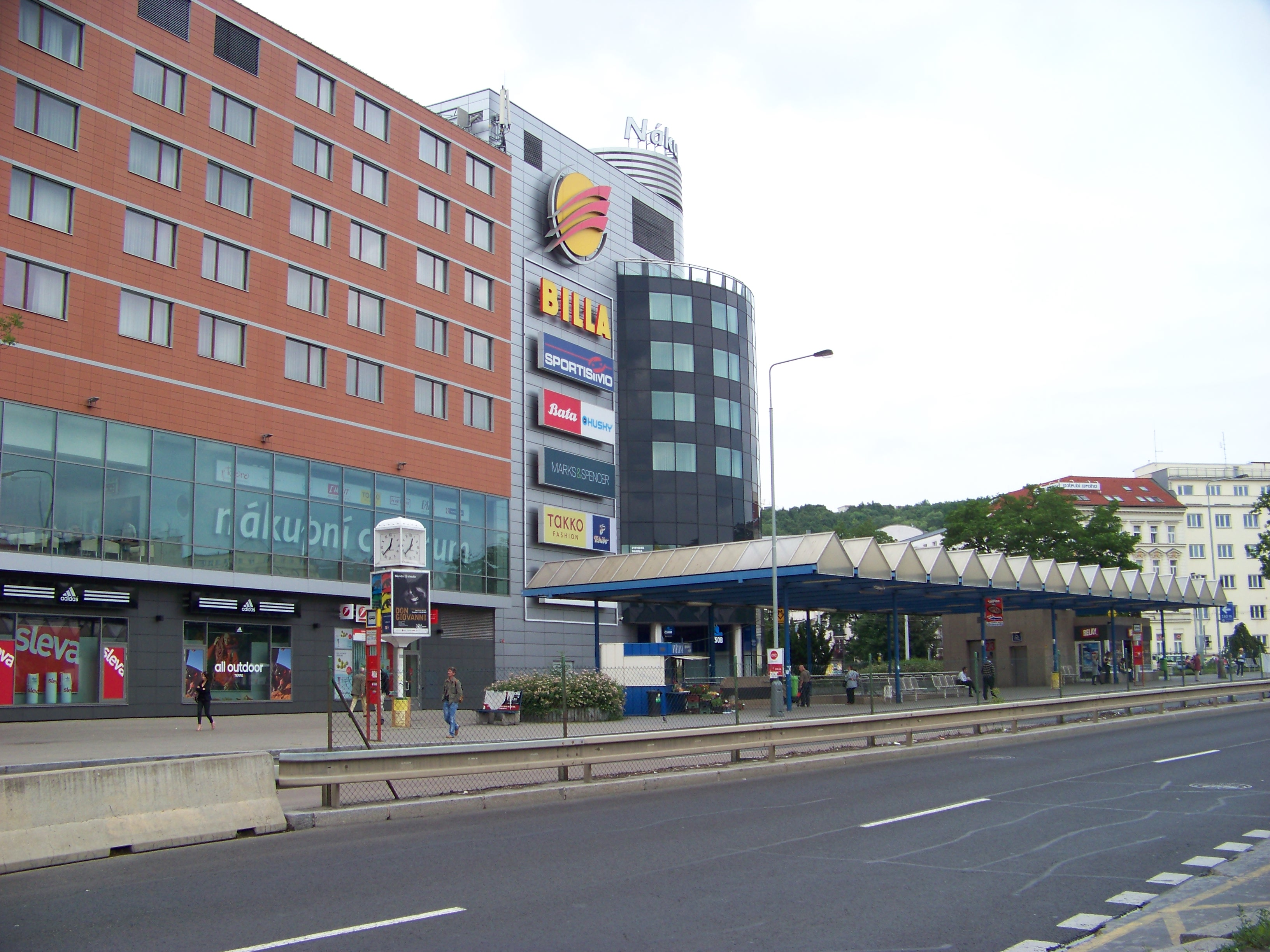
Nákupní centrum Fénix na náměstí OSN
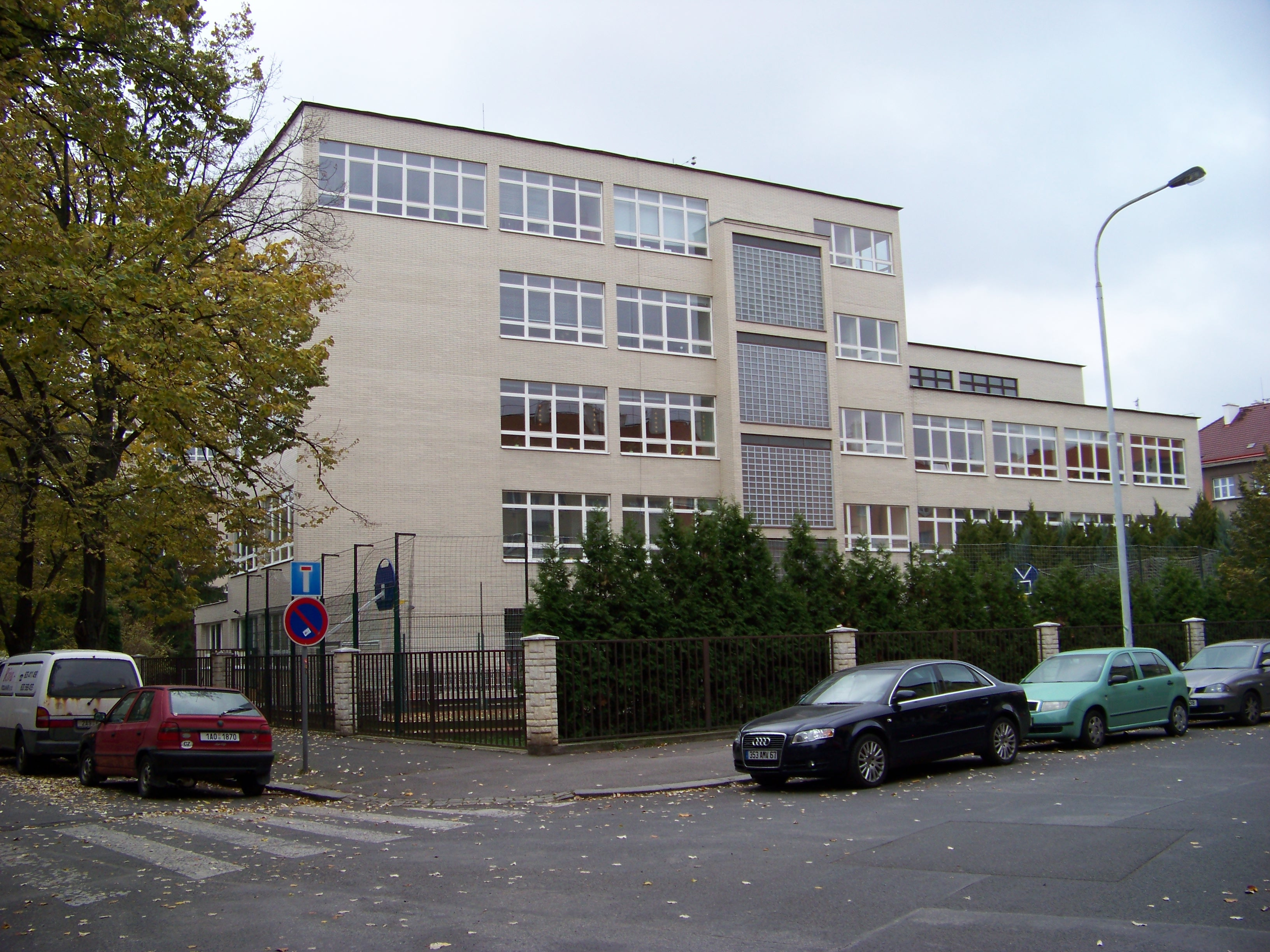
Funkcionalistická budova Základní školy Špitálská
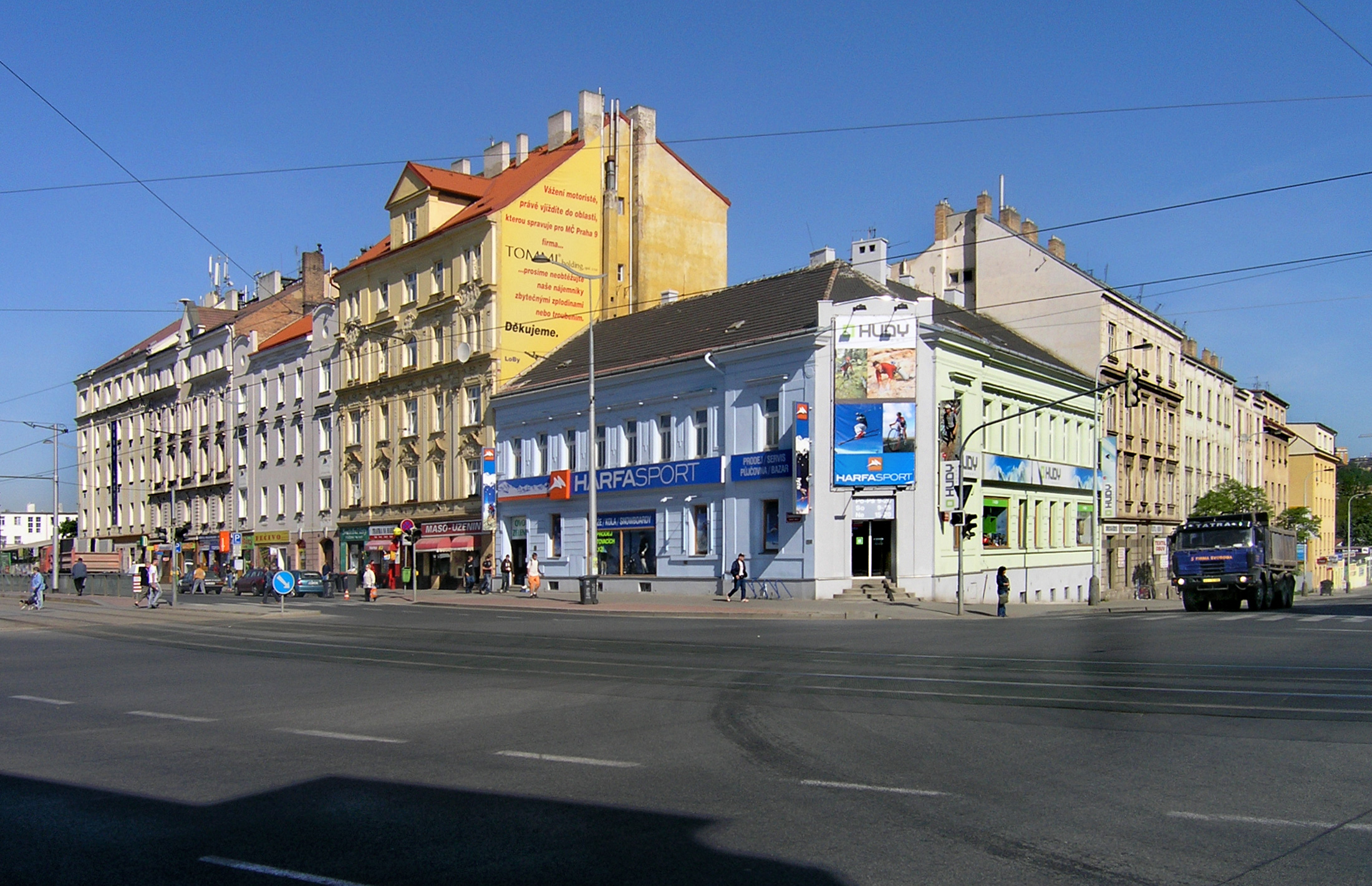
Křižovatka Harfa u nádraží Praha-Libeň
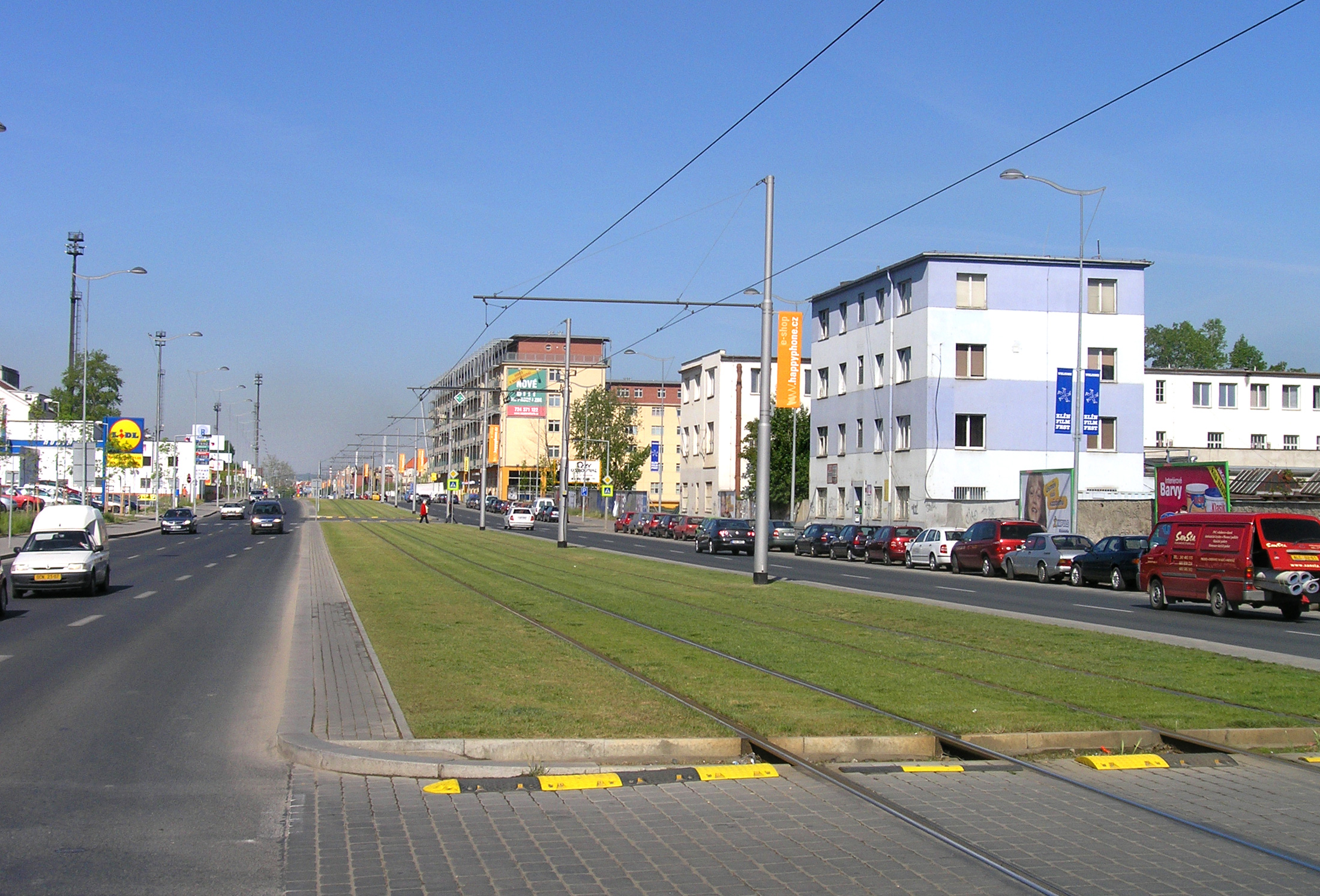
Českomoravská ulice, pohled z křižovatky Harfa směrem k centru
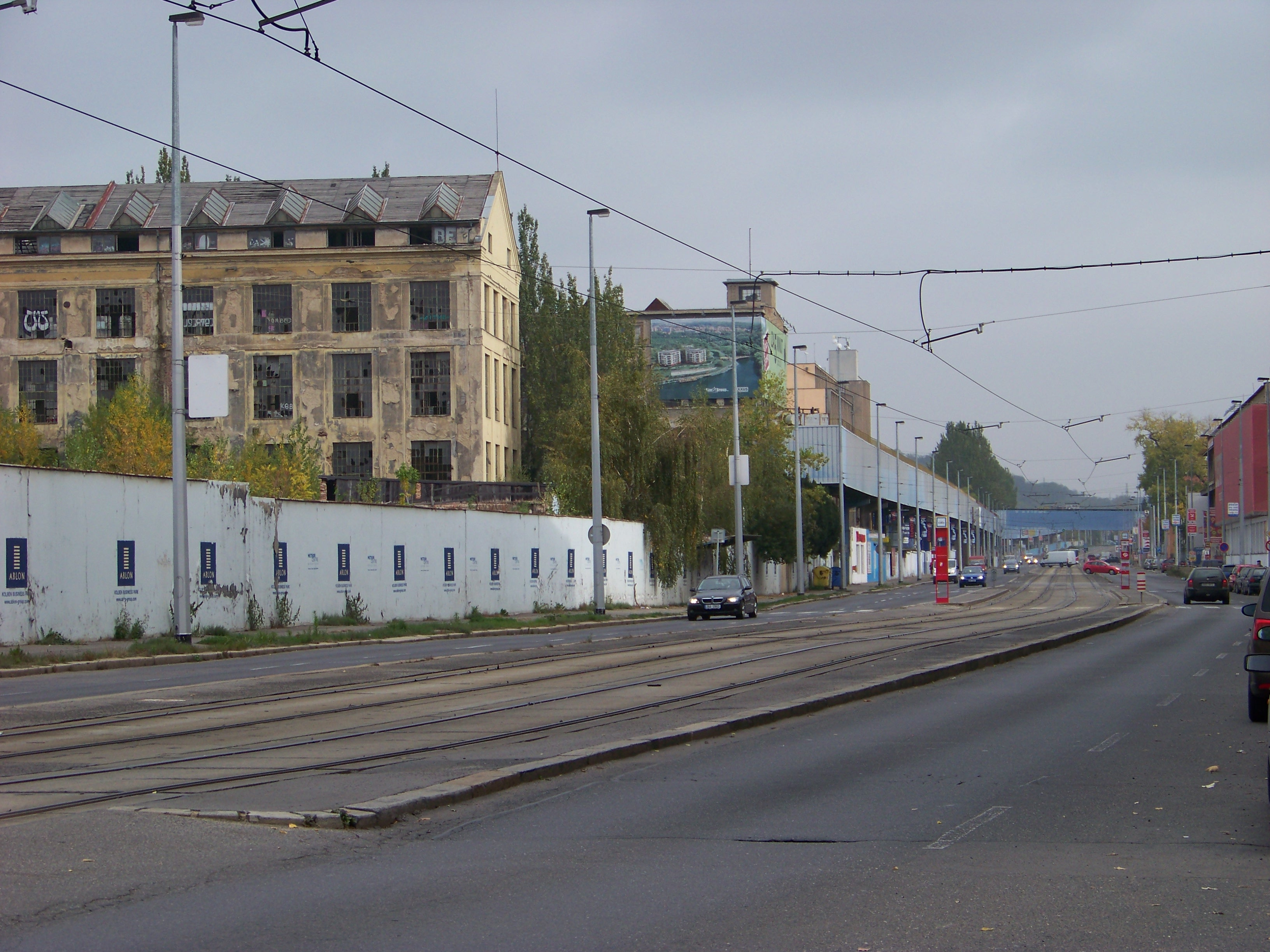
Pozůstatky závodů ČKD těsně před demolicí
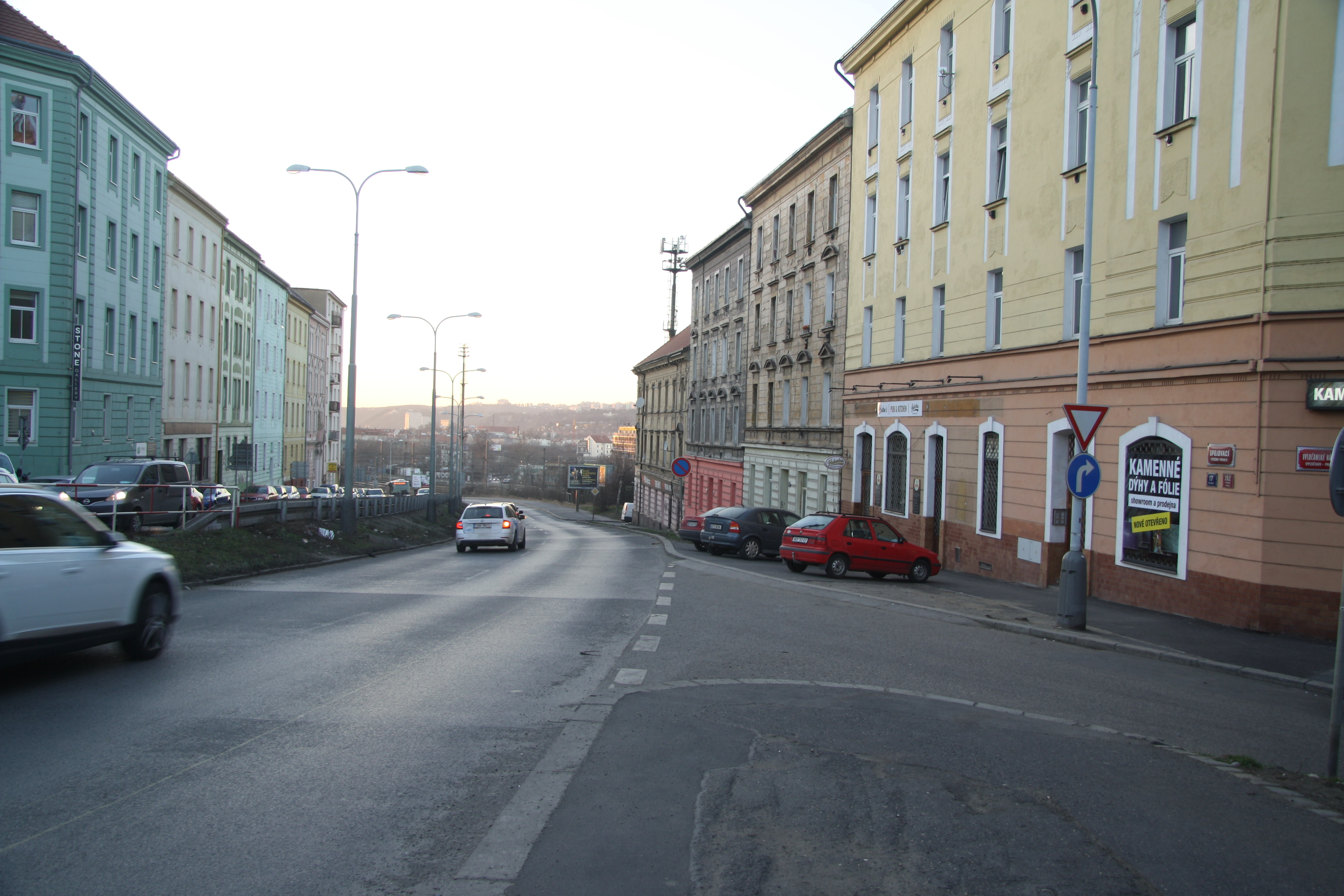
Spojovací ulice v Nových Vysočanech, pohled k Libni